# بلپ
بلپ (به فرانسوی: Belep) یک کامین و جزیره در فرانسه است که در کالدونیای جدید واقع شده‌است.

## خصوصیات
بلپ ۶۹٫۵ کیلومترمربع مساحت و ۹۳۰ نفر جمعیت دارد و ۲۰ متر بالاتر از سطح دریا واقع شده‌است.